# Laila Havilio
Laila Havilio Schwartz (Santiago de Chile, 30 de abril de 1960) es una escultora chilena.

## Biografía
Laila Havilio es una renombrada escultora chilena, que trabaja en diversos medios materiales, incluyendo madera, piedra, bronce, cemento y cerámica.
Nacida en Recoleta (Chile), el 30 de abril de 1960. Con su familia, se mudó a los 10 años, a Buenos Aires, Argentina, donde entre 1980 a 1983 aprendió a esculpir en cerámica, bajo el artista Ingeborg Ringer. En 1993, se mudó a París, Francia, donde continuó su educación formal en escultura de cerámica de alta temperatura, bajo el escultor Vivianne Cheveron. En 1995, regresó a Chile, donde asistió a la Universidad Católica de Chile para perfeccionarse en otros materiales, como madera y piedra. Al mismo tiempo, se convirtió en una aprendiz de «La Obra», una prestigiosa fundición de esculturas de metal. Allí aprendió el método de moldeo a la cera perdida y así, fue capaz de producir esculturas en bronce y otros metales.  
En 2001, la Havilio exhibió en la exclusiva «Galería de arte San Francisco» en Santiago de Chile, haciéndose un renombre por sí misma.
Dos años más tarde, en 2003, Laila Havilio fue seleccionada por el Banco Interamericano de Desarrollo (IDB por el acrónimo en inglés Inter-American Development Bank en Washington D. C. con el objeto de representar a Chile en su galería de arte. Mientras tanto, algunas otras de sus esculturas, fueron exhibidos en la Embajada de Chile en Washington D. C. Desde entonces, Havilio ha tenido numerosas menciones de su trabajo en periódicos, televisión y radio, chilenos.
Desde 2009, es profesora de escultura, en el «Centro Cultural La Huella», camino El Huinganal, Lo Barnechea.

## Algunas obras de escultura
- A la Deriva
- Alef
- Ángel
- Big-Bang
- Buque
- Ciclum Das Cobri
- En Equilibrio